# Château de Birr

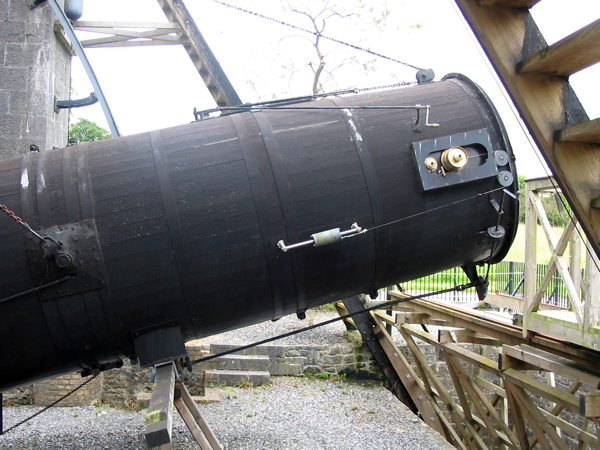
Le télescope « Leviathan de Parsonstown ».

Le Château de Birr (en anglais : Birr Castle, en irlandais : Caisleán Bhiorra) est un grand château à Birr, ville du Comté d'Offaly en Irlande. C'est la résidence de Brendan Parsons (7e comte de Rosse).
Les zones résidentielles du château ne sont pas ouvertes à la visite. Les jardins du domaine sont accessibles au public.

## Histoire
Un château est connu sur le site depuis 1170. Du XIVe siècle au XVIIe siècle, la famille O'Carroll y a régné sur une zone connue sous le nom d'« Ely O'Carroll ».
Après la mort de Sir Charles O'Carroll, Sir Laurence Parsons (mort en 1628) reçut le château de Birr et 1 277 acres (5,2 km2) de terres en 1620,,. Parsons a engagé des maçons anglais dans la construction d'un nouveau château sur le site. Cette construction a eu lieu, non pas sur le site de la tour noire d'O'Carroll (disparue depuis), mais à son porche. Des ailes ont été ajoutées à la porte, en diagonale de chaque côté, donnant au château le plan qu'il conserve aujourd'hui
Après la mort de Sir Laurence Parsons et de son fils aîné Richard, le château passa à son fils cadet William. Pendant la rébellion irlandaise de 1641, William a été assiégé à Birr pendant quinze mois par les forces catholiques. Après la guerre civile, le fils de Guillaume, Laurence (baronnet de 1677) remeubla le château.
Plus tard, Laurence Parsons, 2e comte de Rosse, un descendant, a également engagé une reconstruction qui a rehaussé et gothicisé le château au début du XIXe siècle.

## Centre scientifique historique d'Irlande
Le parc du château abrite un musée scientifique historique concernant l'astronomie et la botanique.

### Le télescope de Birr
À son tour, le fils, William Parsons 3e comte de Rosse, fut à l'origine de la construction du grand télescope de Birr. Quand il fut achevé en 1845, c'était le plus grand télescope du monde, capable de capturer plus de lumière et de voir plus loin dans l'espace que tout télescope auparavant. Birr est donc devenu un centre d'observation astronomique, et les visiteurs sont venus visiter l'observatoire du monde entier, y compris Charles Babbage et Eugène Napoléon, prince impérial.
Quand le 3e comte est mort, ses fils ont continué la tradition scientifique, et le 4e comte (Lawrence Parsons, 4e comte de Rosse) est reconnu pour avoir mesuré la température sur la lune. Après sa mort en 1908, cependant, le télescope est tombé en désuétude. Le miroir fut emmené au Science Museum de Londres et, vers 1914, la structure métallique du télescope fut fondue pour être utilisée pendant la Première Guerre mondiale. En 1925, les structures en bois autour des murs ont été démolies pour des raisons de sécurité. Après plusieurs tentatives de restauration intermédiaires, le télescope a été restauré plus complètement à la fin des années 1990.

#### Autres caractéristiques, situation actuelle

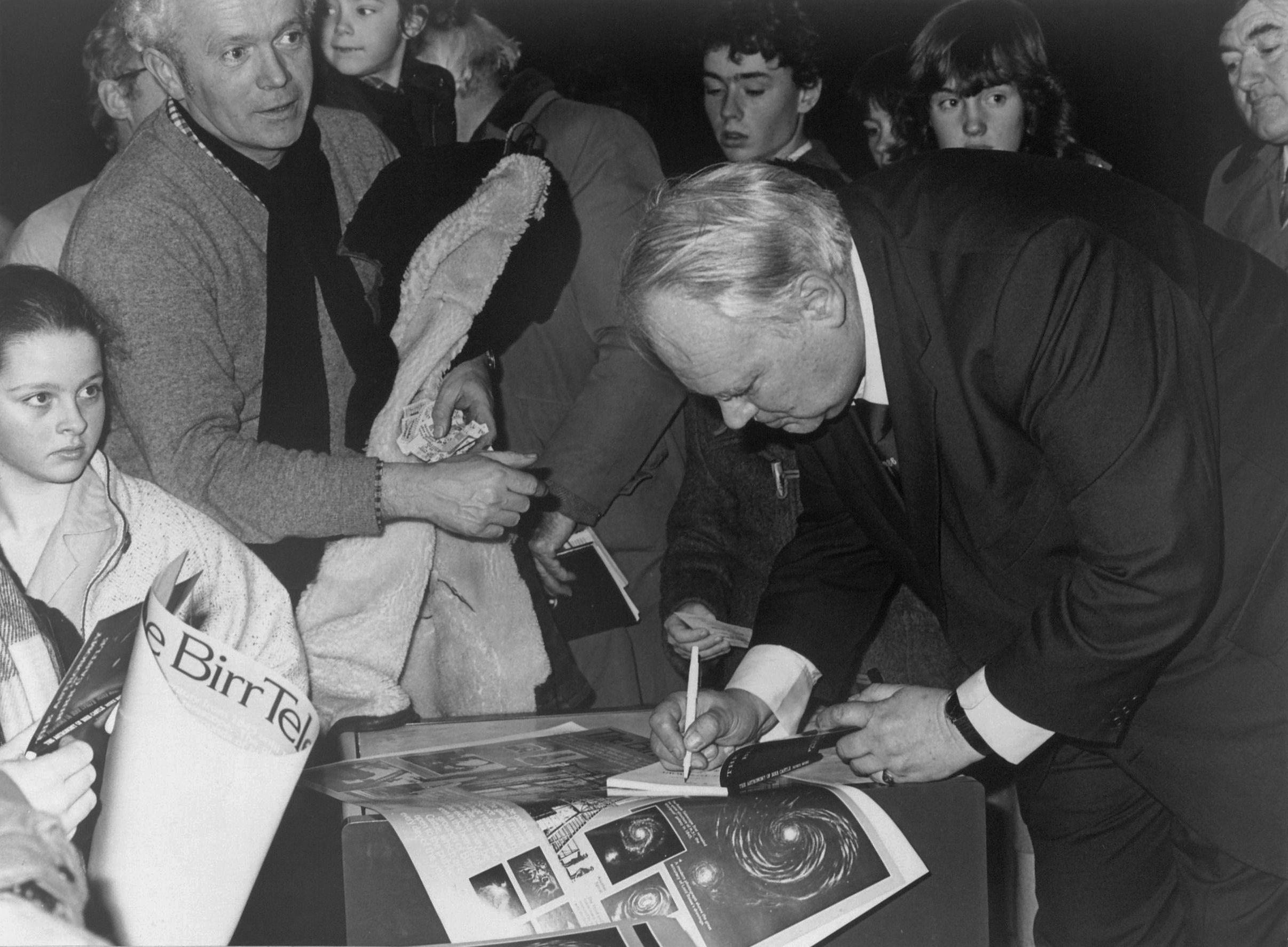
Dr. Patrick Moore signant son livre "The Astronomy of Birr Castle" à l'Institut national pour l'enseignement supérieur - 1985.

Le "Grand Télescope" ou Léviathan de Parsonstown ou « Le Télescope de Rosse » est un télescope astronomique doté d'un réflecteur de 183 cm. Il a été utilisé pendant plusieurs décennies jusqu'aux dernières observations faites dans les premières années du XXe siècle. Sa taille record n'a pas été dépassée jusqu'à l'achèvement du télescope Hooker de 100 pouces à l'Observatoire du Mont Wilson en 1917.
Il a été démantelé en 1914, mais la structure a été restaurée et le télescope a été reconstruit dans les années 1990. Il est ouvert au public.
En 2017, la station de radio-télescope LOFAR IE613 a été construite sur les terrains du château.
C'est la station la plus à l'ouest du réseau LOFAR. Le télescope I-Lofar, en 2018, a observé pour la première fois une naine rouge d'un billion d'années, une étoile appelé CN Lion, à près de 75 trillions de kilomètres.

### Le parc et le musée
Laurence Parsons, 4e comte de Rosse et sa mère étaient des photographes éminents. Leur chambre noire, qui est également exposée, est considérée comme la plus ancienne existant encore dans le monde.
Les terres du château contiennent le plus vieux pont [en fer forgé] d'Irlande, datant de 1820.
Le parc du château contient certainement la plus importante collection d'arbres rares d'Irlande. Une grande partie provient de Chine centrale et a été importée dans les années 1930.
Les jardins clos contiennent des buis taillés qui ont plus de 300 ans. Ils constituent, selon « The Guinness Book of Records », la haie la plus haute du monde.
Le champion d'Angleterre de Tilleul de Henry (Tilia henryana) mentionné dans le Registre des arbres des îles britanniques (en)TROBI se trouve dans le parc du château de Birr. Planté en 1946, il mesure 15 m de haut et 44 cm de diamètre à hauteur de poitrine en 2010.
La proposition irlandaise pour le concours de l'arbre européen de l'année 2014 était le peuplier grisard du château de Birr (Populus canescens). Le 12 février 2014, alors que le scrutin était encore ouvert, il a été renversé par une tempête.